# Lepidotrigla modesta
Lepidotrigla modesta är en fiskart som beskrevs av Waite, 1899. Lepidotrigla modesta ingår i släktet Lepidotrigla och familjen knotfiskar. Inga underarter finns listade i Catalogue of Life.